# Nicolae Pavlenco
Nicolae Pavlenco (* 19. Dezember 2001) ist ein moldauischer Leichtathlet, der im Langstreckenlauf sowie im Hindernislauf an den Start geht.

## Sportliche Laufbahn
Erste internationale Erfahrungen sammelte Nicolae Pavlenco im Jahr 2021, als er bei den Balkan-Hallenmeisterschaften in Istanbul im 3000-Meter-Lauf in 8:54,83 min den zehnten Platz belegte.
2020 und 2021 wurde Pavlenco moldauischer Hallenmeister über 2000 m Hindernis.

## Persönliche Bestleistungen
- 3000 Meter: 8:53,23 min, 25. August 2020 in Chișinău
  - 3000 Meter (Halle): 8:50,21 min, 7. Februar 2021 in Chișinău
- 3000 m Hindernis: 9:37,20 min, 25. August 2020 in Chișinău
  - 2000 m Hindernis (Halle): 5:52,75 min, 6. Februar 2021 in Chișinău